# هارلان کلیولند
هارلان کلیولند (انگلیسی: Harlan Cleveland; ۱۹ ژانویهٔ ۱۹۱۸ – ۳۰ مهٔ ۲۰۰۸) سیاست‌مدار اهل ایالات متحده آمریکا بود.
وی همچنین برندهٔ جوایزی همچون بورسیه رودز و نشان افتخار آزادی رئیس‌جمهوری شده‌است.